# The Sheik (wrestler)
Edward "Ed" George Farhat, meglio conosciuto come The Sheik o The Original Sheik (per distinguerlo da The Iron Sheik) (Lansing, 6 settembre 1926 – Williamston, 18 gennaio 2003), è stato un wrestler statunitense.
Fu anche il proprietario della Big Time Wrestling, una delle più famose federazioni di wrestling negli anni sessanta. È anche uno degli ideatori di quello che sarebbe diventato l'Hardcore wrestling. Ha inoltre allenato altri wrestler popolari del Michigan come suo nipote Sabu, Rob Van Dam, Scott Steiner e Greg "The Hammer" Valentine.

## Carriera

### Inizi

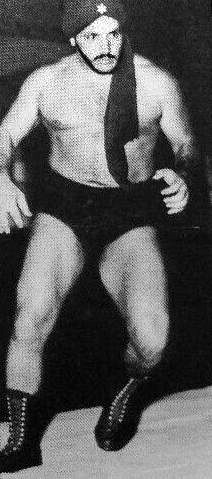
The Sheik

Farhat iniziò la sua carriera da lottatore nel Midwest e successivamente si spostò in Texas, ma il suo incontro più importante fu uno nel quale non lottò in prima persona. Egli avrebbe dovuto affrontare l'NWA World Heavyweight Champion Lou Thesz a Chicago in un match valido per il titolo ma Thesz aveva la reputazione di ridicolizzare i wrestler che interpretavano delle "gimmick", così The Sheik non si presentò sul ring e si nascose su un autobus. Paradossalmente, la pubblicità ricavata da questo fatto fece crescere la fama del personaggio di The Sheik. Egli andò a New York per unirsi alla compagnia di Vincent J. McMahon dove fece coppia con Johnny Valentine e Bull Curry in faide contro Mark Lewin, Don Curtis, Antonino Rocca, e Miguel Pérez, combattute al Madison Square Garden. Ritornò poi quando McMahon formò la World Wide Wrestling Federation per combattere un feud contro Bruno Sammartino alla fine degli anni sessanta.

### Faide principali e match vari

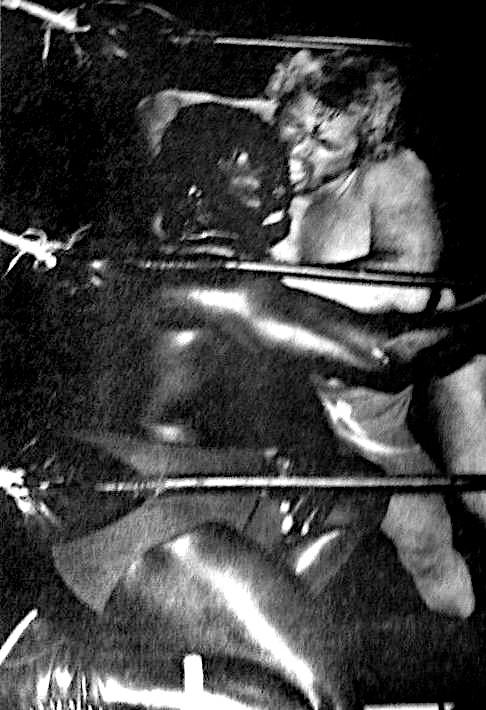
The Sheik vs. Bobo Brazil

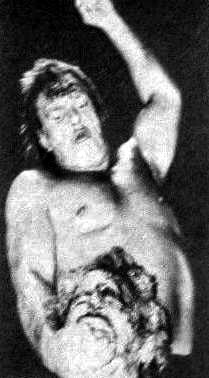
The Sheik contro Johnny Valentine, giugno 1975

Il suo maggiore feud fu quello che lo vide scontrarsi con Bobo Brazil a Detroit, il territorio principale dello sceicco. I due lottarono per lo NWA United States Championship (versione di Detroit), molto spesso alla Cobo Arena. Spezzoni di questi match sono visionabili nel documentario I Like to Hurt People. Altro avversario storico di The Sheik fu Fred Blassie. Sheik e Blassie si affrontarono numerose volte, inclusi svariati Steel Cage Match alla Grand Olympic Auditorium.
Nel 1968, The Sheik arrivò in WWWF per lottare in alcuni match titolati contro Bruno Sammartino. I due si incontrarono in tre diverse occasioni al Madison Square Garden, The Sheik vinse il primo confronto per count out, venne squalificato nel secondo, e perse in un Texas Death Match cedendo per dolore quando Bruno lo colpì ripetutamente a un braccio con una penna facendolo sanguinare copiosamente. Sammartino e The Sheik ebbero anche una serie di match a Boston, incluso un tutto esaurito il giorno dopo una tempesta di neve, quando ancora il trasporto pubblico non era tornato alla normalità.
A partire dal 1969, Farhat lottò regolarmente a Toronto, dove rimase imbattuto in 127 incontri al Maple Leaf Gardens. Egli sconfisse lottatori del calibro di Whipper Billy Watson, Lou Thesz, Gene Kiniski, Bruno Sammartino, Édouard Carpentier, Ernie Ladd, Jay Strongbow e persino André the Giant durante il suo primo grande tour del Nord America nel 1974. Fu però proprio André che mise fine alla striscia di imbattibilità di The Sheik a Toronto nell'agosto 1974, vincendo per squalifica. Nel 1976 egli perse per schienamento contro Thunderbolt Patterson e Bobo Brazil. The Sheik continuò a combattere a Toronto fino al 1977.
Successivamente Farhat se ne andò in Giappone. In un primo periodo riscosse un buon successo, ma poi la federazione nella quale militava fallì e The Sheik passò alla All Japan Pro Wrestling. Dopo un anno si trasferì nella New Japan Pro-Wrestling ma poco dopo tornò a combattere in America a Detroit. Fece ritorno in Giappone nel 1977 per lottare nella All Japan, in coppia e contro Abdullah the Butcher. Il suo incontro insieme ad Abdullah the Butcher contro Dory Funk Jr. & Terry Funk fu uno dei match più celebri e violenti mai disputati in Giappone.

### Carriera successiva

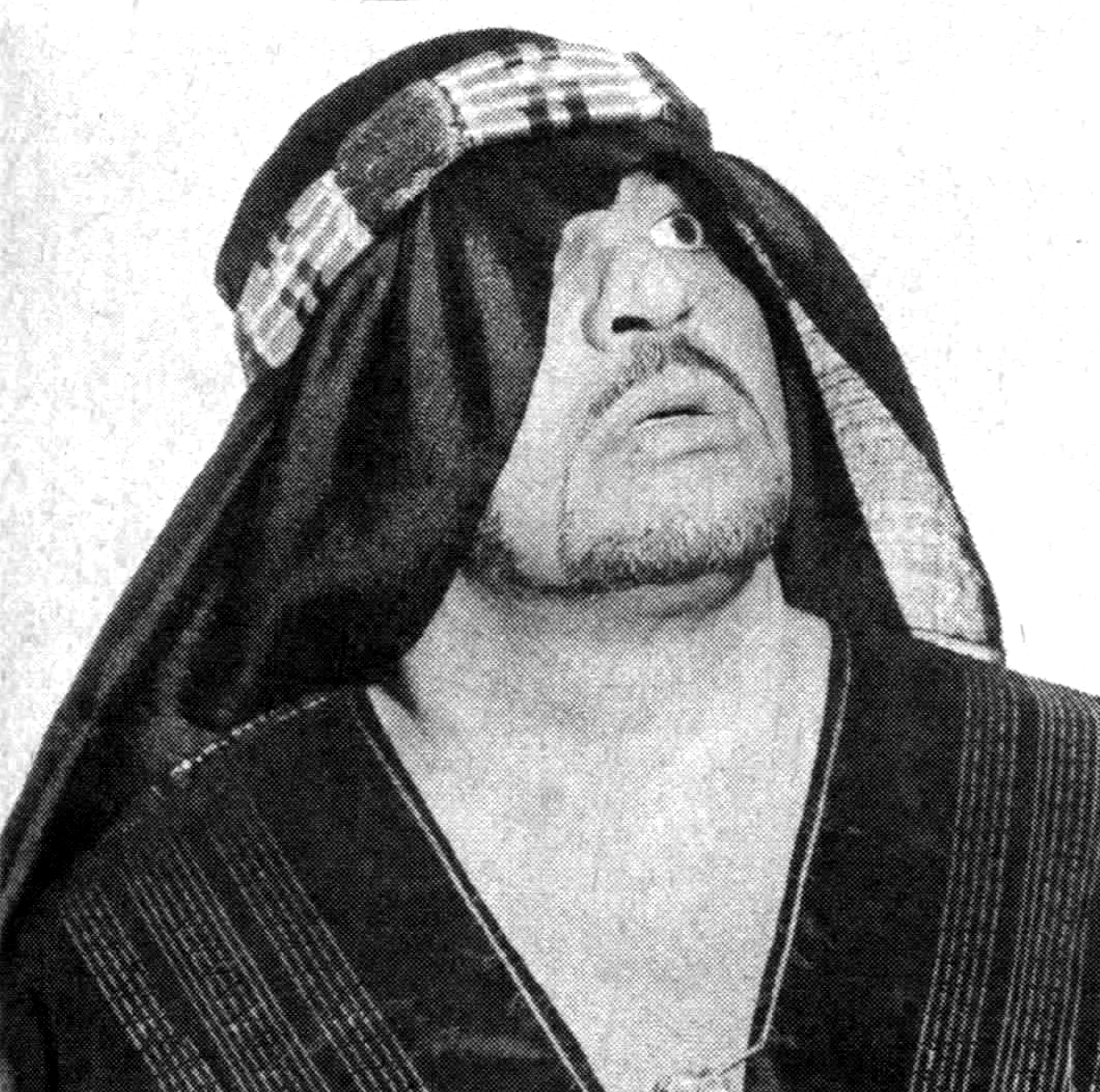
The Original Sheik nel 1973

A partire dal 1980, egli lottò in varie federazioni del circuito indipendente negli Stati Uniti e in Giappone per tutti gli anni ottanta.
Negli anni novanta, lottò principalmente in Giappone per la Frontier Martial-Arts Wrestling ed ebbe svariati pericolosi incontri di hardcore wrestling. Il 6 maggio 1992, The Sheik combatté un "Fire Deathmatch" con Sabu contro Atsushi Onita e Tarzan Goto, dove le corde del ring erano rimpiazzate da filo spinato infuocato, rimediando tre ustioni di terzo grado e finendo in coma per qualche tempo.
Nel 1994, passò un breve periodo nella Extreme Championship Wrestling dove fece coppia con Pat Tanaka contro Kevin Sullivan e Tazz. Venne inoltre colpito da un infarto mentre stava prendendo un taxi a Tokyo. Lottò nel suo ultimo match nel 1998 in Giappone.
Quando Sabu entrò nella WCW nel 1995, Farhat lo raggiunse come suo manager. Durante un match con Jerry Lynn, che all'epoca combatteva con il ring name "Mr. JL", Farhat si ruppe accidentalmente una gamba per colpa di Sabu e Lynn durante uno spot del quale non era stato messo al corrente.

### Ritiro e morte
Ed Farhat si ritirò dal wrestling nel 1998 e morì pochi anni dopo, il 18 gennaio 2003 a causa di un attacco di cuore.

## Personaggio
Il personaggio di The Sheik era quello del ricco sceicco siriano selvaggio e pazzo. Era solito non smettere di infliggere dolore agli avversari rifiutandosi di fermare le prese di sottomissione alle quali li sottoponeva anche se era l'arbitro ad ordinarglielo. Faceva uso di oggetti illegali nascondendo delle matite appuntite che utilizzava per ferire il volto dei nemici durante gli incontri. Altra tecnica illegale molto impiegata dallo sceicco era la "fireball" (palla di fuoco) che gettava in faccia agli avversari, talvolta provocando loro delle gravi ustioni. The Sheik non parlava alla telecamera, tranne che per le incomprensibili parole "aloo, aloo!" che ripeteva spesso sul ring. Ebbe due differenti manager in carriera: Abdullah Farouk prima, ed in seguito Eddy Creatchman.

### Mosse finali
- Camel Clutch[1]

### Soprannomi
- "King Of Detroit"[1]
- "The Arabian Madman"[1]

### Manager
- Abdullah Farouk[2]
- Eddie Creatchman[2]
- Hugo Savinovich[2]
- Porky The Pig[2]

### Wrestler assistiti
- Sabu
- Rob Van Dam
- Raven
- Scott Steiner
- Greg Valentine

## Titoli e riconoscimenti
Cauliflower Alley Club
- Other honoree (1995)

Central States Wrestling
- NWA United States Heavyweight Championship (Central States version) (1)

Frontier Martial Arts Wrestling
- WWA World Martial Arts Heavyweight Championship (2)

International Championship Wrestling
- ICW United States Heavyweight Championship (2)

Japan Wrestling Association
- NWA United National Championship (1)

Maple Leaf Wrestling
- NWA United States Heavyweight Championship (Toronto version) (4)

NWA Detroit
- NWA United States Heavyweight Championship (Detroit version) (12)
- NWA Hall of Fame (Classe del 2010)

NWA Hollywood Wrestling
- NWA Americas Heavyweight Championship (2)

NWA Mid-Pacific Promotions
- NWA Hawaii Heavyweight Championship (1)

National Wrestling Alliance
- NWA Hall of Fame (Classe del 2010)

Professional Wrestling Hall of Fame and Museum
- (Classe del 2011)[3]

Southwest Sports, Inc.
- NWA Texas Heavyweight Championship (1)

World Wide Wrestling Federation/Entertainment
- WWWF United States Championship (2)
- WWE Hall of Fame (Classe del 2007)

Wrestling Observer Newsletter awards
- Wrestling Observer Newsletter Hall of Fame (Classe del 1996)

Pro Wrestling Illustrated
- 192º tra i 500 migliori wrestler singoli nella PWI 500 (1991)